# Banca del Territorio Lombardo
Banca del Territorio Lombardo Soc. Coop., conosciuta semplicemente come BTL Banca, è una banca cooperativa italiana con sede a Brescia (BS), in Lombardia. È una delle principali banche di credito cooperativo con sede nella provincia di Brescia, nonché una delle maggiori banche di credito cooperativo italiane, presente con 66 filiali a servizio di un'area che dal centro di Milano arriva fino al Lago di Garda, passando per Bergamo alla città di Brescia, la Bassa Bresciana e la Franciacorta, la Valtenesi e la Valsabbia.
La banca nasce nel 2016 a seguito della fusione tra la BCC di Pompiano e della Franciacorta e la Banca di Bedizzole Turano Valvestino. Dal 1º gennaio 2019, BTL aderisce al Gruppo Cooperativo Cassa Centrale Banca con sede a Trento e la sua mission, come recita l’art. 2 del proprio Statuto Sociale, è quella di favorire i soci e gli appartenenti alle comunità locali nelle operazioni e nei servizi di banca, perseguendo il miglioramento delle condizioni morali, culturali ed economiche degli stessi, agendo da volano per l'economia del territorio..

## Storia

### Storia della BCC di Pompiano e della Franciacorta
Costituita il 13 marzo 1919 con il nome di "Cassa rurale di depositi e prestiti di Pompiano"  con il contributo del parroco di Pompiano, mons. Pietro Piazza, figura che ha segnato la comunità di Pompiano nella prima metà del '900. Negli anni ’50 iniziò un periodo di progressivo sviluppo che vide la Cassa crescere sempre di più sia in termini di volumi che di territori di competenza. Significative, in particolare, furono le acquisizioni, nel 1976, della Cassa Rurale ed Artigiana di Roccafranca, e nel 1994, della Cassa Rurale ed Artigiana di Castelcovati nonché l’incorporazione della costituenda Cassa Rurale ed Artigiana della Franciacorta che ha consentito di inserire la denominazione "Franciacorta" nella ragione sociale della banca. Negli anni ’90 ci fu il passaggio obbligato da Cassa Rurale a Banca di Credito Cooperativo. Tale passaggio, spronò la nuova realtà aziendale ad intraprendere la strada della riorganizzazione interna ed esterna verso una struttura di azienda bancaria moderna più in sintonia con le nuove esigenze del mercato finanziario.

### Storia della Banca di Bedizzole Turano Valvestino
Il 12 settembre 1895, veniva steso e firmato l’atto costitutivo della Cassa Rurale di Bedizzole da parte di 16 soci. La Cassa Rurale nasceva per sovvenire alle difficoltà delle popolazioni di Bedizzole e dintorni "costrette dagli incerti e scarsi raccolti a contrar mutui a condizioni molto onerose, per estinguerli dovevano spesso privarsi dell’unico campiello, cara memoria dei loro trapassati". Promotore dell’iniziativa fu don Francesco Gorini curato dal 1884 al 1896 a Bedizzole e in seguito collaboratore di padre Giovanni Bonsignori presso la colonia agricola bresciana di Remedello. Superate le difficoltà del primo e secondo dopoguerra la Cassa Rurale proseguì la propria attività a sostegno dell’economia rurale della comunità di Bedizzole con il ricorso al prestito e all’acquisto e magazzinaggio di granaglie. Nel 1973 l’assemblea straordinaria deliberava la trasformazione da Società Cooperativa a responsabilità illimitata a responsabilità limitata e la fusione per incorporazione con la Cassa Rurale ed Artigiana di Turano Valvestino, cassa fondata il 24 aprile 1921 per merito del sacerdote don Luigi Andreoli. Dalla sua fondazione, lo sviluppo territoriale della BCC ha seguito diverse tappe muovendo i primi passi nelle comunità immediatamente a ridosso delle piazze originarie di Bedizzole e Valvestino. Dopo l’apertura della filiale di Calvagese del 1979, negli anni ’90 l’espansione ha seguito un processo di apertura degli sportelli posizionati nella vasta area geografica tra le due zone originarie: da una zona a vocazione rurale ed artigianale a una zona montana, passando dalle località turistiche che si affacciano sul Lago di Garda, a prevalente economia terziaria, alla Valle Sabbia.

### 2016-oggi: Fusione in Banca del Territorio Lombardo
Il 1 marzo del 2016 tramite approvazione del Consiglio di Amministrazione, nasce Banca del Territorio Lombardo con un'operazione di fusione tra la Banca di Credito Cooperativo di Pompiano e della Franciacorta e la Banca di Credito Cooperativo di Bedizzole Turano Valvestino. A fine 2023 sono 66 le filiali,  83.500 clienti, 11.000 soci e 393 collaboratori.

## Dati finanziari
Quella che segue è la tabella di comparazione dei dati finanziari consolidati della Banca del Territorio Lombardo negli ultimi anni.
| Anno | Utile (perdita) d'esercizio (in migliaia di Euro) | Proventi operativi netti (in migliaia di Euro) | Patrimonio netto (in migliaia di Euro) |
| ---- | ------------------------------------------------- | ---------------------------------------------- | -------------------------------------- |
| 2023 | 28.713                                            | 94.757                                         | 165.657                                |
| 2022 | 9.102                                             | 73.226                                         | 132.970                                |
| 2021 | 3.122                                             | 76.525                                         | 134.573                                |
| 2020 | 10.118                                            | 107.775                                        | 132.792                                |